# El Lindero, Tenango de Doria
El Lindero är en ort i Mexiko.   Den ligger i kommunen Tenango de Doria och delstaten Hidalgo, i den sydöstra delen av landet, 150 km nordost om huvudstaden Mexico City. El Lindero ligger 1 523 meter över havet och antalet invånare är 149.
Terrängen runt El Lindero är bergig åt sydväst, men åt nordost är den kuperad. Runt El Lindero är det ganska tätbefolkat, med 192 invånare per kvadratkilometer. Närmaste större samhälle är Xicotepec de Juárez, 18,5 km sydost om El Lindero. Omgivningarna runt El Lindero är en mosaik av jordbruksmark och naturlig växtlighet.